# 最小血药浓度
最小血药浓度，简写为：Cmin是药代动力学中的一个术语，表示药物在两次给药之间的间隔内达到的最低血浆浓度。该定义与血清谷浓度（Ctrough）略有不同，血清谷浓度是下一次给药前的浓度。Cmin与Cmax相反，Cmax是药物达到的最大浓度。 C min必须高于某些阈值，例如最小抑制浓度（Minimum inhibitory concentration，MIC），才能达到治疗效果。
在大多数情况下，Cmin是可以直接测量的。在稳态下，最低血浆浓度也可以使用以下方程：
{\displaystyle C_{min}={\frac {SFDk_{a}}{V_{d}(k_{a}-k)}}\times \{{\frac {e^{-k\tau }}{1-e^{-k\tau }}}-{\frac {e^{-k_{a}\tau }}{1-e^{-k_{a}\tau }}}\}}
S ：盐因子
F ：生物利用度
D ：剂量
k ：消除常数
k a : 吸收常数
V d :分布容积
τ ：给药间隔
Cmin也是生物利用度和生物等效性（BE）研究中的一个重要参数，其是用于提交研究性新药申请（IND）的药代动力学信息的一部分。